# Centistina nipponicus
Centistina nipponicus är en stekelart som först beskrevs av Sergey A. Belokobylskij 2000.  Centistina nipponicus ingår i släktet Centistina och familjen bracksteklar. Inga underarter finns listade.